# AIKa R-16: Virgin Mission
AIKa R-16 : Virgin Mission (アイカ アール16 ヴァージンミッション, AIKa R-16:VIRGIN MISSION) est un anime japonais de type aventure et ecchi sous forme de 3 OAV produit par le Studio Fantasia. La série a été développée en préquelle de la série Aika pour son dixième anniversaire. Il est suivi d'une suite: Aika Zero, produit en 2009.

## Synopsis
En 2036, une partie de la Terre a été submergée par les océans à la suite d’une catastrophe naturelle. Aika Sumeragi est une jeune lycéenne insouciante et toujours en retard. Elle vient d'obtenir sa licence C de pilotage de sous-marin et compte bien monter son petit business dans le renflouage d'objets divers et variés. Eri, la déléguée de classe, lui propose de rejoindre le club des chasseuses de trésor et de partir à l'aventure à bord d'un sous marin miniature dernier cri.

## Personnages
- Aika Sumeragi (皇藍華?) :   16 ans :  voix japonaise Ami Koshimizu, anglaise Cristina Vee
- Eri Shinkai (真海エリ?) :  16 ans :  voix japonaise Misato Fukuen, anglaise Kira Buckland
- Karen Minamino (美波野カレン?) :  17 ans :  voix japonaise Mamiko Noto, anglaise Erika Lenhart
- Risako Nagisa (凪紗りさこ?) :  26 ans :  voix japonaise Naoko Suzuki, anglaise Tara Platt
- Gozo Aida (相田郷造?) :  41 ans :  voix japonaise Akio Ōtsuka, anglaise Russel Thor
- Gust (Gusto, ガスト?) :  14 ans :  voix japonaise Hiroyuki Yoshino, anglaise Sam Regal
- Captain du "Regina Eri" (船長?) :  voix japonaise Takaya Kuroda, anglaise David Vincent
- Midori, Aki, Kyoko (ミドリ, アキ, キョーコ?) :  voix japonaise Nozomi Masu, anglaise Jennifer Alyx, Kayo Sakata, anglaise Laura Post, Mai Gotou, anglaise Michelle Ann Dunphy

## Musique
Le thème d'ouverture est "Sailing To The Future" d'Ami Koshimizu.
Le thème de fin est "Rise" d'Ami Koshimizu.